# Barry Humphries
John Barry Humphries (Melbourne, 17 de fevereiro de 1934 – Sydney, 22 de abril de 2023) foi um comediante, satirista, dadaísta, artista, autor e ator australiano. Ficou conhecido por inventar e interpretar os personagens de Dame Edna Everage, uma dona de casa e "gigastar" de Melbourne, e Sir Les Patterson, que é um "diplomata australiano" realmente rude. Também foi produtor de cinema e roteirista, estrela do teatro musical do West End de Londres, escritor premiado e pintor de paisagens. Ele esteve na TV, no cinema e no palco. Ele se tornou popular na Austrália na década de 1950, depois na Grã-Bretanha na década de 1960 e finalmente na América nos anos 1990. Ele foi considerado o comediante mais importante desde Charlie Chaplin.

## Morte
Humphries morreu em 22 de abril de 2023, aos 89 anos.